# Larmeck Mukonde
Larmeck Mukonde (ur. 1 kwietnia 1945) – zambijski lekkoatleta, sprinter.
Podczas igrzysk olimpijskich w Monachium (1972) odpadł w eliminacjach na 100 metrów (6. lokata w swoim biegu z wynikiem 11,16), nie wystartował w eliminacjach na 200 metrów.

## Rekordy życiowe
- Bieg na 100 metrów – 10,5 (1972)